# Departamento Ancasti
Ancasti es uno de los 16 departamentos que componen la provincia de Catamarca en Argentina,  ubicado en la región este de la provincia, dista a 90 km de San Fernando del Valle de Catamarca.

## Límites y organización
Limita al norte con el departamento El Alto, al oeste con los departamentos Valle Viejo y Capayàn, al este y al sur el departamento de La Paz.

Desde la época colonial y hasta mediados del siglo XIX, Ancasti tuvo los mismos límites geográficos que el curato de Ancasto, que incluyó los departamentos de Santa Rosa y El Alto además del Departamento La Paz. Desde la constitución provincial de 1855 se dispone su división geográfica e institucional hasta nuestros días.
Administrativamente se divide en 10 distritos: Ancasti, La Falda, Anquincila, Ipizca, Yerba Buena, Los Mogotes, El Chorro, El Taco, Concepción y Tacana.

## Población
Contó con 3302 habitantes (Indec, 2022), lo que representó un incremento del 13.2% frente a los 2917 habitantes (Indec, 2010) del censo anterior.La cifra ubicó al departamento como el segundo menos poblado y el tercero menos denso de la provincia.
| Gráfica de evolución demográfica de Departamento Ancasti entre 1991 y 2022 |
|                                                                            |
| Fuente: Censos nacionales del INDEC                                        |

## Localidades y parajes
| Localidades                                                 | Parajes |
| - Villa de Ancasti - Anquincila - La Candelaria - La Majada | - Acostilla - Allegas - Ancastillo - Cañada de Ipizca - Cañada de Páez - Cañada Larga - Cañada Verde - Casa Quemada - Casas Viejas - Chiquero Viejo - Ciénaga de Abajo - Cóndor Huasi - Corral de Piedra - El Algarrobito - El Arbolito - El Chañaral - El Chorrito - El Chorro - El Comedero - El Huayco - El Mojón - El Mollar - El Piquillín - El Potrero - El Quebrachal - El Saladito - El Sauce - El Saucesito - El Taco - El Talita - El Triguito - Higuera El Alumbre - Ipizca - La Brea - La Calera - La Corrida - La Cuchilla - La Estancia - La Higuerita - La Tigra - La Tunita - La Valentina - Las Bateas - Las Cañadas - Las Chacritas - Las Malvinas - Las Mesadas - Las Ruditas - Los Maidanas - Los Membrillos - Los Mistoles - Los Mogotes - Los Piquillines - Los Quirquinchos - Navaguin - Orquera - Piedra Parada - Puesto La Morada - Puesto Mi Refugio - Puesto Sin Nombre - San Antonio - San Francisco - San José - Sauce Huacho - Tacana - Tres Sauces - Villa Real - Yerba Buena |

## Relieve y clima
El departamento se extiende sobre el cordón serrano Ancasti perteneciente a la región de las Sierras Pampeanas. Existen numerosos cursos de agua que forman las cuencas y nacientes de los ríos catamarqueños. 

Ancasti pertenece a la región de clima árido de sierras y bolsones.

## Sismicidad
La sismicidad de la región de Catamarca es frecuente y de intensidad baja, y un silencio sísmico de terremotos medios a graves cada 30 años en áreas aleatorias. Sus últimas expresiones se produjeron:
- 22 de septiembre de 1908 (116 años), a las 17.00 UTC-3, con 6,5 Richter, escala de Mercalli VII; ubicación 30°30′0″S 64°30′0″O / -30.50000, -64.50000; profundidad: 100 km; produjo daños en Deán Funes, Cruz del Eje y Soto, provincia de Córdoba, y en el sur de las provincias de Santiago del Estero, La Rioja y Catamarca[10]

- 3 de noviembre de 1973 (51 años), a las 14.17 UTC-3 con 5,8 Richter: además de la gravedad física del fenómeno se unió el desconocimiento absoluto de la población a estos eventos recurrentes

- 7 de septiembre de 2004 (20 años), a las 8.53 UTC-3, con una magnitud aproximadamente de 6,5 en la escala de Richter (terremoto de Catamarca de 2004)[9]